# Zee (Band)
Zee war eine britische Pop-Band aus dem Jahre 1983, die von Richard Wright und Dave Harris gegründet wurde.

## Geschichte
Die Band unterschrieb einen Plattenvertrag mit Harvest Records und brachte nur ein sehr Synthesizer-lastiges Album mit dem Titel Identity heraus. Die Platte war wirtschaftlich ein großer Misserfolg. In den USA erschien die LP erst gar nicht. Richard Wright verließ Zee im Jahre 1986 und kehrte zur Band Pink Floyd zurück.
Richard Wright bezeichnete Zee später einmal als „experimentellen Fehler“.
Identity wurde mittlerweile offiziell auf CD veröffentlicht, Katalog-Nummer Harvest – CDP: 064 240101

## Diskografie
- 1984: Identity (Album, Harvest Records)
- 1984: Cönfüsiön (Single, Harvest Records)